# 11:11 (álbum de Chris Brown)
11:11 é o décimo primeiro álbum de estúdio do cantor e compositor estadunidense Chris Brown. Foi lançado em 10 de novembro de 2023 pela editora discográfica RCA Records nos formatos de download digital e stream. O álbum é a sequencia do seu décimo álbum de estúdio Breezy, lançado em 2022. A edição padrão de 11:11 conta com as participações especiais de Maeta, Byron Messia, Future, Fridayy, Davido e Lojay. Em 10 de Abril de 2024, Brown lançou a versão estendida do álbum com mais 13 faixas inéditas, incluindo as participações de Lil Wayne, Joyner Lucas, Bryson Tiller e Mario. 
Brown lançou antes do álbum, três músicas de trabalho para a divulgação do disco, sendo elas: "Summer Too Hot", lançado em junho de 2023, "Sensational", lançada em outubro de 2023 e que foram incluídas nas rádios americanas. Além da faixa "Nightmares". que teve clipe gravado em viagem de Brown a Jamaica e lançada apenas digitalmente. Em fevereiro de 2024, Brown lançou o clipe para a faixa Angel Numbers / Ten Toes. que se tornou a música mais reproduzida do álbum após o lançamento. Em maio de 2024, Brown lançou 4 clipes nas vésperas de iniciar a turnê 11:11. As faixas escolhidas foram Press Me, Feel Something, Go Girlfriend e Hmmmm.
O álbum teve uma indicação no 66º Grammy Awards, com sua faixa "Summer Too Hot" sendo proposta para Melhor Performance de R&B. E mais três indicações ao 67º Grammy Awards, sendo as categorias de Melhor álbum de R&B, Melhor Performance de R&B, por Residuals e Melhor Performance de Música Africana, por Sensational. O feito fez de 11:11 o álbum de Brown com mais indicações a premiação, igualando F.A.M.E. de 2011 que também teve 4 indicações. 11:11 venceu a categoria de Melhor Álbum de R&B.

## Antecedentes e Composição
Em maio de 2023, Brown confirmou estar trabalhando em um novo álbum, e que lançaria uma música para os fãs em celebração ao verão no hemisfério norte. A faixa Summer Too Hot foi lançada em junho.
Em agosto Brown confirmou que seu novo álbum seria intitulado 11:11, e que consistiria em apenas 11 canções, o que marcaria seu menor álbum já lançado e seguindo uma abordagem diferente de seus álbuns anteriores que tiveram cerca de 30-40 faixas. Ele disse: "Vejo muitos dos meus fãs querendo que eu adicione mais músicas em meu novo projeto e eu amo vocês por isso, mas eu sinto que vocês precisam sentir mais a minha falta e levar minha arte mais a sério. Estou focado em dar o melhor para vocês digerirem. 11:11 Façam um pedido". 
O título do álbum é derivado da crença numerologica homônima. A arte do álbum mostra quatro imagens de Chris Brown em pé para formar o título de 11:11. No entanto, em novembro Brown confirmou que 11:11 seria mais um álbum duplo, com seus dois lados contendo 11 faixas cada. O estilo musical do álbum mistura R&B, música pop, afrobeats e dancehall.

## Lançamento e promoção
Em 19 de maio de 2023, Brown provocou o lançamento de novas músicas em sua conta no Instagram. Originalmente o álbum foi programado para ser lançado no sábado 11 de novembro de 2023, porem teve seu lançamento antecipado para a sexta-feira 10 de novembro.
Poucas horas antes do lançamento de 11:11, sua última faixa foi alterada da já anunciada "Double Negative", que conta com a participação de Justin Bieber, para uma faixa chamada "Views". Brown explicou a mudança de última hora em sua conta no Instagram no dia do lançamento do álbum: "Double Negative infelizmente não fez o prazo a tempo com os advogados, então não pudemos colocá-lo no álbum. Justin meu irmãozinho para a vida, então vamos fazer esse momento acontecer em breve. Desculpe aos fãs que realmente queriam que ele estivesse no álbum". Durante a promoção do disco foram lançadas três musicas de trabalho, sendo elas, "Summer Too Hot", "Sensational" e "Nightmares".
Em 6 de novembro, Brown divulgou a tracklist oficial do álbum, revelando algumas participações.  Como nos últimos álbuns, Brown não fez divulgações de marketing, ou entrevistas, mantendo a divulgação apenas nas mídias sociais. O álbum foi lançado apenas em formato digital para downloads ou streamings.
Em 19 de fevereiro de 2024, Brown anunciou oficialmente o lançamento da edição deluxe de 11:11, informando que ela conteria 11 faixas adicionais, sendo 11 de abril, uma possível data de lançamento da mesma. Em 10 de março, ele confirmou a data, afirmando que a versão deluxe de 11:11 irá abranger 13 músicas novas, compartilhando sua tracklist, e contou com convidados, incluindo Bryson Tiller , Joyner Lucas, Lil Wayne Tee Grizzley e Davido. Juntando com as 22 músicas da primeira versão do álbum, 11:11 chegou a 35 faixas. Brown apontou um número como uma celebração ao seu 35º aniversário em maio de 2024. A versão foi lançada em 11 de abril.

## Recepção da crítica
| Críticas profissionais | Críticas profissionais |
| Pontuações agregadas   | Pontuações agregadas   |
| Fonte                  | Avaliação              |
| ---------------------- | ---------------------- |
| AOTY                   | 60%                    |
| Avaliações da crítica  |                        |
| Fonte                  | Avaliação              |
| Allmusic               | [ 22 ]                 |

11:11 recebeu críticas favoráveis e positivas em geral. Kayla Sandiford do Renowned for Sound descreveu 11:11 como "palatável", elogiando as performances vocais de Brown, dizendo que "Brown faz bem em demonstrar sua qualidade vocal dinâmica", mas criticou a duração do disco, afirmando que "embora Brown possa ser elogiado por isso, há momentos que parecem que 11:11 ficou embrulhado em quantidade sobre qualidade". TiVo Staff do AllMusic achou o disco "mais conciso e um pouco mais romântico" em comparação com seu álbum anterior Breezy. O álbum teve 7 de 10 em nota dos usuários no Amazon Music  e 60 de 100 no AOTY, se tornando o quarto álbum mais bem avaliado de Brown na plataforma, atrás de X, Exclusive e Chris Brown  Diferentes publicações, incluindo Billboard , Rated R&B , Yardbarker e HotNewHipHop colocaram 11:11 entre os melhores álbuns de R&B do ano.  A equipe da Billboard escreveu que o cantor "continua sendo uma atração formidável em seu 18º ano na indústria musical. Seu 11º álbum, 11:11 , prova isso".  Hayley Hynes do HotNewHipHop analisando o álbum, observou que Brown "parece mais preocupado em impressionar a si mesmo do que os críticos".  Mya Singleton, escrevendo para Yardbarker, afirmou que "as fórmulas que Brown usa em sua música continuam a trabalhar a seu favor, e ele não mostra sinais de desaceleração". Rated R&B disse que com 11:11 o cantor "continuou a adicionar pedras à sua coroa de joias dublada por fãs" 
Apesar do desempenho inicial misto, 11:11 se tornou um dos álbum de R&B mas bem sucedidos do ano de 2024, atingindo mais de 50 semanas nas paradas da Billboard 200, permanecendo por um ano entre os álbuns mais vendidos da américa. O álbum recebeu 4 nomeações ao Grammy Awardsse tornando ao lado de F.A.M.E. o álbum de Brown com mais nomeações pela academia. Venceu na categoria de Melhor Álbum de R&B.

## Singles

### Singles
Summer Too Hot foi lançada como o primeira música de trabalho do álbum em 23 de junho de 2023. A Canção foi nomeada ao Grammy 2024 para Melhor Performance de R&B. A canção teve desempenho comercial médio nos Estados Unidos, ficando na posição 2 nas paradas de Rhythmic, e 93 na Billboard Hot 100. Também foi top 5 na Nova Zelândia.
Sensational foi lançada em outubro de 2023 como segundo single do álbum. A música marcou a primeira entrada de Davido e Lojay na história da Billboard Hot 100 dos EUA, e a 117ª de Brown, fazendo de Brown o primeiro artista doSéculo XXI a ter músicas na parada americana por 20 anos consecutivos (2005 - 2024). A música alcançou um sucesso considerável nas rádios urbanas americanas além de países da África e a Nova Zelândia. Atingiu o pico de 3º lugar na Rhythmic, 45 no UK Singles Chart , 71 na Billboard Hot 100 e o primeiro lugar nas rádios de Mainstream R&B/Hip-Hop, marcando a 19ª música de Brown a atingir a marca, fazendo de Brown o segundo artista com mais números 1.
Residuals foi lançada na versão estendida do álbum em abril de 2024. A canção alcançou popularidade nas redes sociais e foi incluída no setlist da turnê 11:11. A música marcou o 51º top 10 de Brown na Hot R&B Songs. A canção estreou na Billboard Hot 100 e foi adicionadas as rádios em 10 de setembro. Chegou ao top 3 das Billboard R&B Songs e também alcançou a 59ª entrada de Brown no top 40 da Radio Songs dos Estados Unidos Também marcou o 14º número 1 de Brown nas paradas de Rhythmic da Billboard, isolando Brown como o terceiro artista com mais canções no topo da parada, superando Usher, Bruno Mars e The Weeknd.

### Outras Músicas
Nightmares foi lançada em 7 de novembro de 2023 como single apenas em formato digital. A canção alcançou o top 100 no Reino Unido e na Nova Zelândia.
Angel Numbers / Ten Toes foi a faixa de abertura do álbum e não foi lançada como single e disponibilizada as rádios, mas se tornou a faixa mais executada do álbum ao redor do mundo, alcançando o Top 50 no Reino Unido, Nova Zelândia, Suíça, África do Sul, Países Baixos e Alemanha e a posição 164 na Billboard Global 200.A canção também recebeu certificado de ouro na Suíça, Dinamarca e Canadá..

## Desempenho comercial
11:11 teve um desempenho comercial moderado e estreou na nona posição na Billboard 200, a principal parada musical que ranqueia os álbuns mais populares da semana no Estados Unidos, vendendo o equivalente a 45 mil copias na sua semana de estreia, marcando o décimo segundo álbum a estrear entre os dez primeiro do artista no país. O álbum acumulou 50.97 milhões de transmissões continuas nos Estados Unidos na primeira semana, distribuídos nas 22 faixas do disco e vendeu 6 mil cópias digitais. 11:11 marca a menor venda da primeira semana da carreira do artista, superando Heartbreak on a Full Moon (2017), que ganhou 68.000 unidades equivalentes a álbuns na primeira semana e a menor estreia de um álbum de estúdio solo de Chris Brown na Billboard 200, superando Graffiti (2009), que estreou no número sete na parada. Estreou em 1º lugar na parada de álbuns de R&B.
Em 2024, o álbum completou um ano na Billboard 200, se tornando o sexto álbum de Brown a atingir a marca de mais de 50 semanas, se tornando um dos álbuns de R&B mais bem sucedidos do ano.

## Lista de faixas
| 11:11 disco 1  |                                                               |         |  |
| N.º            | Título                                                        | Duração |  |
| 1.             | "Angel Numbers / Ten Toes"                                    | 5:06    |  |
| 2.             | "Sensational" (com a participação especial de Davido e Lojay) | 3:51    |  |
| 3.             | "Press Me"                                                    | 2:07    |  |
| 4.             | "That's On You" (com a participação especial de Future)       | 4:23    |  |
| 5.             | "Feel Something"                                              | 3:12    |  |
| 6.             | "Best Ever" (com a participação especial de Maeta)            | 2:32    |  |
| 7.             | "No One Else" (com a participação especial de Fridayy)        | 3:43    |  |
| 8.             | "Shooter"                                                     | 3:30    |  |
| 9.             | "Nightmares" (com a participação especial de Byron Messia)    | 2:30    |  |
| 10.            | "Very Special"                                                | 3:33    |  |
| 11.            | "Messed Up"                                                   | 2:53    |  |
| Duração total: | Duração total:                                                | 37:20   |  |

| 11:11 disco 2  |                      |         |  |
| N.º            | Título               | Duração |  |
| 12.            | "Midnight Freak"     | 2:43    |  |
| 13.            | "Moonlight"          | 3:11    |  |
| 14.            | "Bouncing / G5"      | 2:56    |  |
| 15.            | "Make Up Your Mind"  | 2:34    |  |
| 16.            | "Stutter"            | 2:51    |  |
| 17.            | "Need a Friend"      | 3:12    |  |
| 18.            | "Summer Too Hot"     | 3:08    |  |
| 19.            | "Feelings Don't Lie" | 2:18    |  |
| 20.            | "Red Flags"          | 2:48    |  |
| 21.            | "Closer"             | 2:11    |  |
| 22.            | "Views"              | 2:30    |  |
| Duração total: | Duração total:       | 30:12   |  |

| 11:11 Deluxe |                                                                   |         |  |
| N.º          | Título                                                            | Duração |  |
| 1.           | "Bruce Lee"                                                       | 2:55    |  |
| 2.           | "Go Girlfriend"                                                   | 2:55    |  |
| 3.           | "No Interruptions"                                                | 2:39    |  |
| 4.           | "Run Away" (com a participação especial de Bryson Tiller)         | 3:27    |  |
| 5.           | "Delusional"                                                      | 3:37    |  |
| 6.           | "Freak" (com a participação especial de Lil Wayne e Joyner Lucas) | 4:07    |  |
| 7.           | "Won't Keep You Waiting" (com a participação especial de Mario)   | 3:37    |  |
| 8.           | "Hmmm" (com a participação especial de Davido)                    | 3:37    |  |
| 9.           | "Afterlife"                                                       | 3:15    |  |
| 10.          | "Sex So Good"                                                     | 3:30    |  |
| 11.          | "My Slime"                                                        | 2:44    |  |
| 12.          | "Sweet Lullaby"                                                   | 3:43    |  |
| 13.          | "Residuals"                                                       | 3:35    |  |

## Desempenho nas paradas musicais

### Paradas Semanais
| Gráfico (2024)                        | Melhor posição |
| ------------------------------------- | -------------- |
| Alemanha (Offizielle Deutsche Charts) | 38             |
| Austrália (ARIA)                      | 16             |
| Austrália (ARIA Hip Hop/R&B Albums)   | 3              |
| Bélgica (Ultratop Flandres)           | 47             |
| Bélgica (Ultratop Valônia)            | 81             |
| Estados Unidos (Billboard 200)        | 9              |
| Irlanda (Official Irish Albums)       | 41             |
| Nova Zelândia (RMNZ)                  | 2              |
| Noruega (VG-lista)                    | 7              |
| Países Baixos (Dutch Charts)          | 6              |
| Reino Unido (Official Albums Chart)   | 11             |
| Reino Unido (UK R&B Albums Chart)     | 3              |

### Paradas Anuais
| Gráfico (2024)                 | Melhor posição |
| ------------------------------ | -------------- |
| Países Baixos (Dutch Charts)   | 70             |
| Nova Zelândia (RMNZ)           | 37             |
| Estados Unidos (Billboard 200) | 90             |

## Histórico de lançamento
| País    | Data                   | Edição | Formato                      | editora discográfica | Referência |
| ------- | ---------------------- | ------ | ---------------------------- | -------------------- | ---------- |
| Mundial | 10 de novembro de 2023 | Padrão | Streaming e Download Digital | CBE RCA Records      | [ 51 ]     |
| Mundial | 11 de abril de 2024    | Deluxe | Streaming e Download Digital | CBE RCA Records      | [ 51 ]     |
| Mundial | 14 de agosto de 2024   | Deluxe | Vinil                        | CBE RCA Records      | [ 51 ]     |